# نواف العتيبي (لاعب كرة قدم كويتي)
نواف محمد العتيبي، لاعب كرة قدم كويتي سابق.
و قد كان يلعب مع نادي الفحيحيل حتى عام 2005.

## وصلات خارجية
- نواف العتيبي على موقع قاعدة بيانات كرة القدم.إي يو (الإنجليزية)
- نواف العتيبي على موقع ناشيونال فوتبول تيمز (الإنجليزية)